# ایوان میخائیلوف (ورزشکار)
ایوان میخائیلوف (بلغاری: Иван Михайлов؛ زادهٔ ۲۵ دسامبر ۱۹۴۴) بوکسور اهل بلغارستان است.